# Seojeongni (métro de Séoul)
Seojeongni (hangeul : 서정리 ; hanja : 西井里, sous nommée en anglais Kookje College) est une station de passage de la ligne 1 du métro de Séoul. Elle est située au 51 Tanhyeon-ro, dans le quartier Seojeong-dong de la ville Pyeongtaek-si, dans la province Gyeonggi-do, au sud-ouest de la ville de Séoul en Corée du Sud.
La gare d'origine ouvre en 1905 et la station de métro en 2006. La station est desservie par les rames de services omnibus et express de la ligne 1.

## Situation sur le réseau

Plan du réseau (2023)

Établie en surface, la station Seojeongni est une station de passage de la ligne 1 (branche Guro-Sinchang) du métro de Séoul, elle est située : entre la station Songtan, en direction du terminus nord-est Yeoncheon, et la station Pyeongtaek Jije, en direction du terminus sud-ouest Sinchang.

## Histoire

### Gare ferroviaire
La gare d'origine est mise en service le 1er janvier 1905, lors de l'ouverture à l'exploitation de la ligne Gyeongbu,.

### Station de métro
Achevée en 2004, la station de métro est mise en service le 20 janvier 2005 sur la ligne 1 du métro de Séoul.

## Services aux voyageurs

### Accès et accueil
La station est établie au 51 Tanhyeon-ro, dans le quartier Seojeong-dong. Elle dispose de quatre bouches, numérotées de 1 à 4. Établies au nord de la station de part et d'autre des voies.

### Desserte
Seojeongni : est desservie par les rames de services omnibus et express de la ligne 1.

Installations et desserte
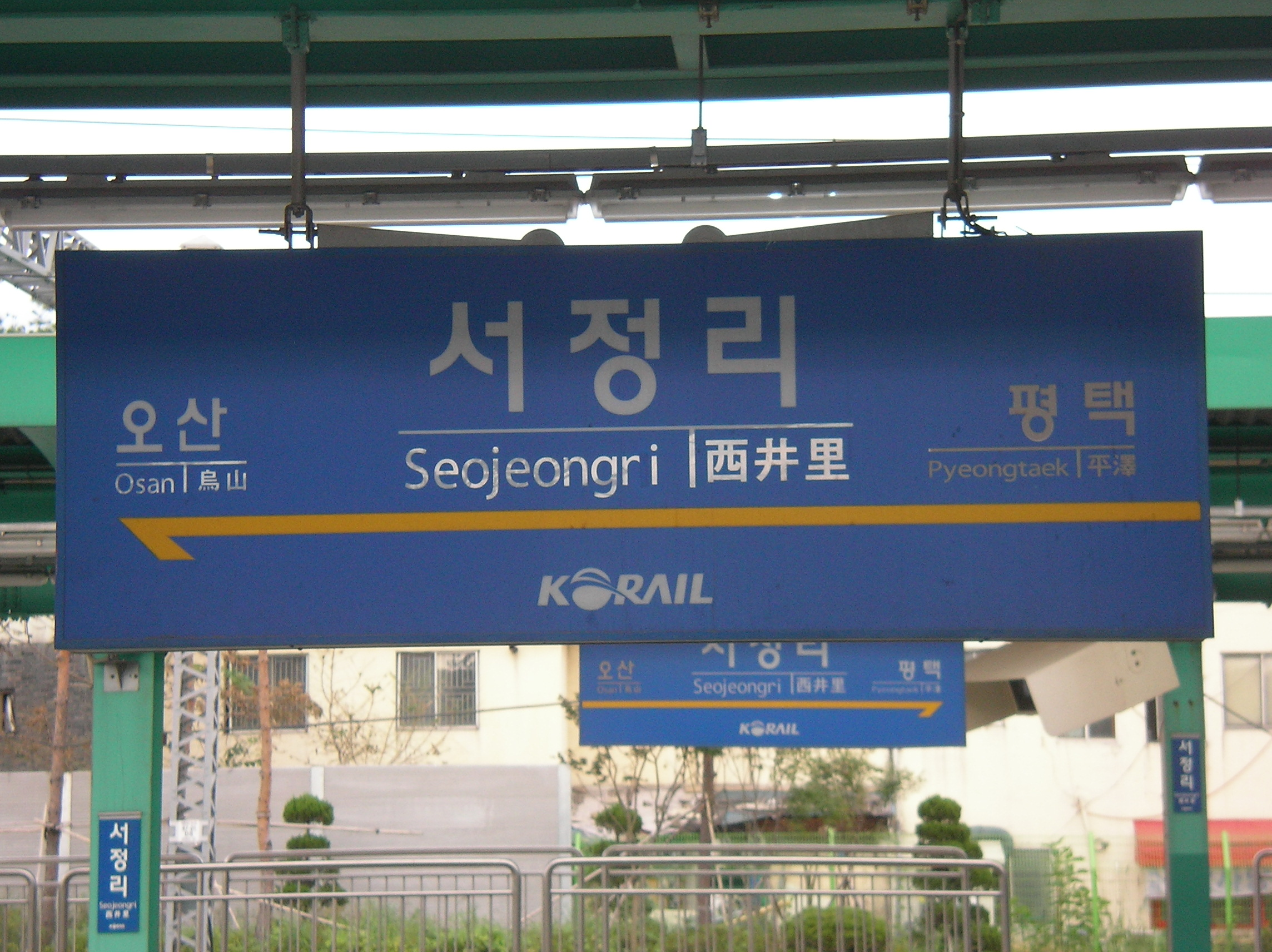
En 2007.
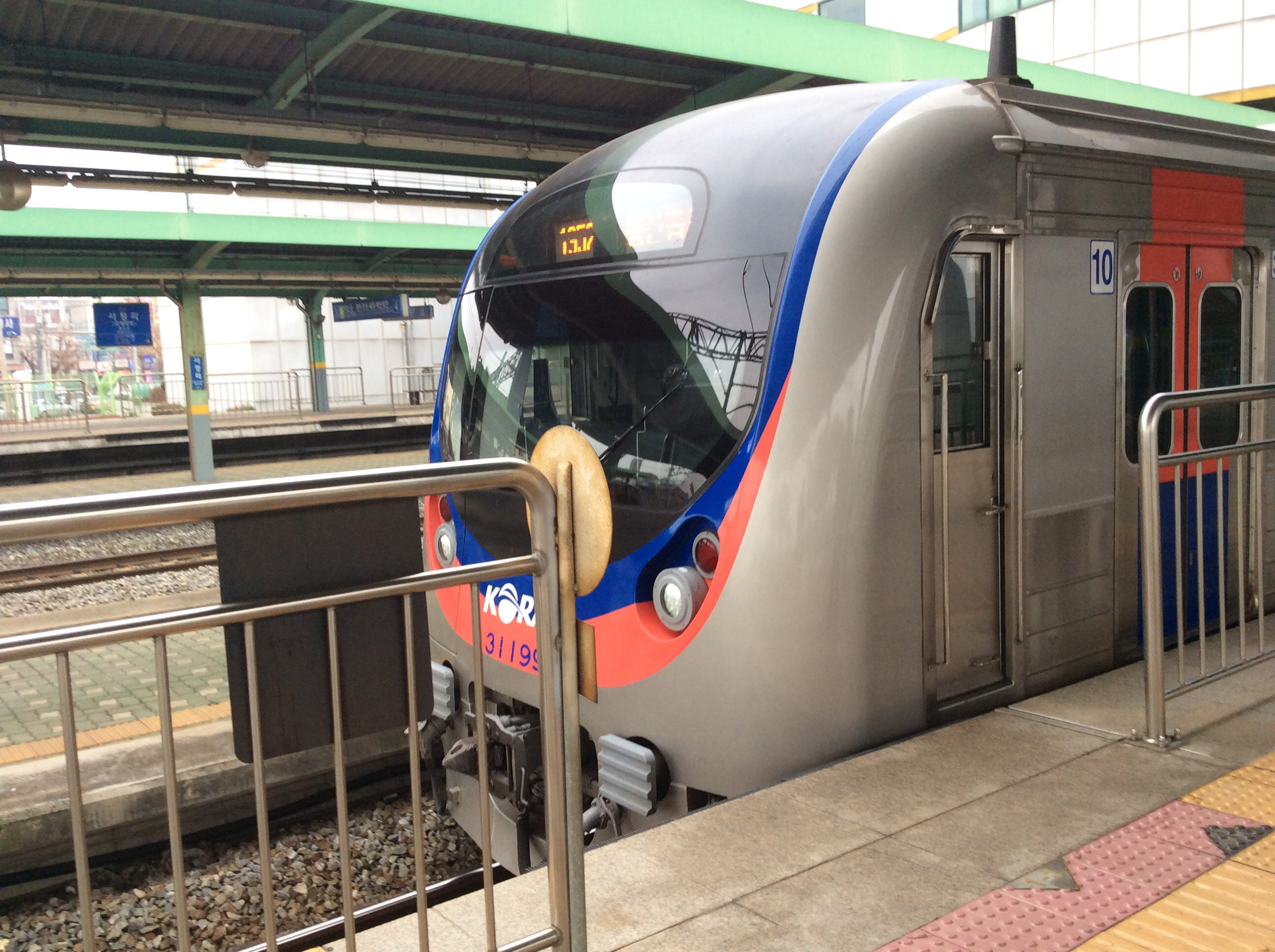
En 2015.

### Intermodalité
Des arrêts de bus sont situés à proximité des bouches.

## À proximité
La station dessert notamment le Centre culturel de Pyeongtaek et le Village culturel d'Utdari.